# 國家運動訓練中心

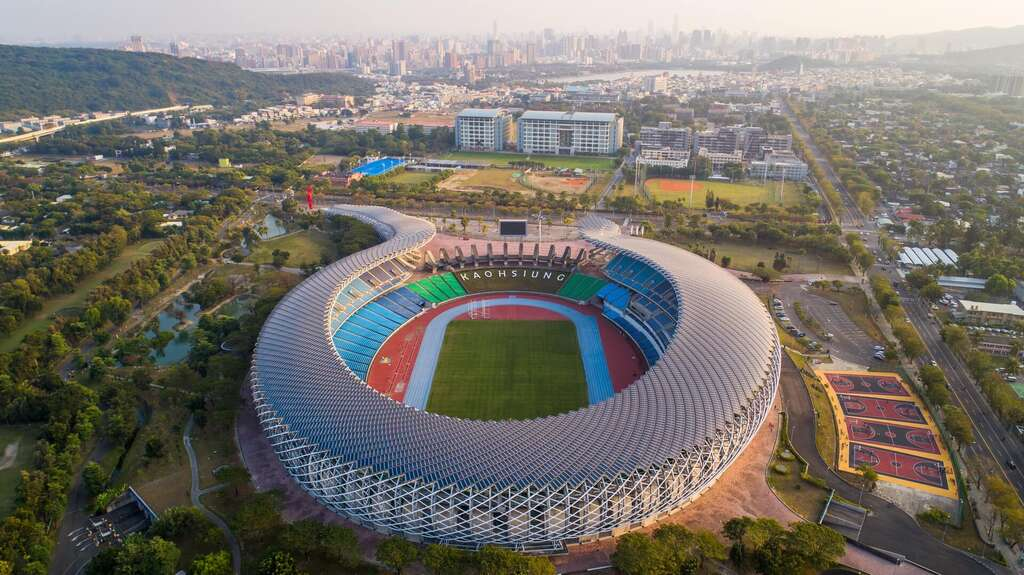
國家運動訓練中心與國家體育場

行政法人國家運動訓練中心（簡稱國訓中心、國訓）是中華民國國家體育代表隊選手（簡稱國手）的訓練基地，為教育部主管的行政法人機構。

## 沿革
- 1975年，國家代表隊為了參加1976年蒙特婁奧林匹克運動會，由當時總統府參軍長兼任中華民國體育協進會理事長黎玉璽上將向國防部借用海軍陸戰隊勝利營區，當作選手訓練基地。
- 1976年，由於海軍陸戰隊陸戰第九九師第六五九團（加強步兵團）駐地勝利營區幅員廣闊、氣候適宜，各項運動場地集中，經徵得國防部同意繼續使用，遂於1976年11月正式成立「左營運動訓練中心」。
- 1992年，左營運動訓練中心由教育部與國防部以契約方式繼續借用，並委託中華民國體育運動總會代為管理。
- 1997年，行政院體育委員會成立，左營運動訓練中心仍委託中華體總代管，惟其業務輔導改由體委會辦理。
- 2000年12月，為了積極準備2001年東亞運等重要國際賽會，體委會擬訂《國家運動選手實施計畫》報奉行政院核可，左營運動訓練中心改制為臨時性機關「國家運動選手訓練中心」，繼續辦理國家運動選手的培訓工作。
- 2013年1月1日，體委會降編改制為教育部體育署，國家運動選手訓練中心劃入體育署。
- 2014年1月22日，總統令，制定公布《國家運動訓練中心設置條例》。
- 2015年1月1日，《國家運動訓練中心設置條例》施行，原隸屬教育部體育署的國家運動訓練中心改制更名為行政法人國家運動訓練中心，設置於教育部轄下。
- 2024年8月，行政院宣布落實賴清德總統設體育暨運動發展部競選政見；設體育暨運動發展部諮詢小組[1]，9月公布諮詢委員名單[2]，10月決議定名為「運動部」[3]；10月17日行政院通過《運動部組織法草案》等相關組織法修訂草案[4]，預計組織規劃6司、1署、3行政法人[5][6]。
- 2025年1月7日，立法院三讀通過《運動部組織法》、《國家運動產業發展中心設置條例》，因此教育部體育署升格改制為運動部，而此原隸屬教育部的國家運動訓練中心改隸屬運動部。

## 組織架構
- 董事會：董事11-15人（任期4年、得連任一次，性別比例1/3。政府代表隨本職異動）
- 監事3人（常務監事1人）
  - 董事長（教育部次長兼任）
    - 執行長
      - 副執行長2人

部門
- 競技運動處
- 運動科學支援處
- 營運管理處
- 教育訓練處
- 財務室
- 人力資源室

## 歷任首長
| 任次        | 姓名     | 就職時間      | 卸任時間       | 備註                                           |
| 董事長      | 董事長   | 董事長        | 董事長         | 董事長                                         |
| ----------- | -------- | ------------- | -------------- | ---------------------------------------------- |
| 1           | 陳德華   | 2015年1月     | 2016年5月      | 教育部政務次長                                 |
| 2           | 蔡清華   | 2016年5月     | 2018年5月      | 教育部政務次長                                 |
| 3           | 林騰蛟   | 2018年5月     | 2024年5月      | 教育部常務次長                                 |
| 4           | 張廖萬堅 | 2024年5月     | 現任           | 教育部政務次長                                 |
| 執行官 主任 |          |               |                |                                                |
| 1           | 蕭忠國   | 1975年7月     | 1976年10月     | 左營訓練中心成立，首任主任                     |
| 2           | 齊劍洪   | 1976年11月    | 1982年1月      |                                                |
| 代理        | 李宗亮   | 1982年2月     | 1982年2月28日  | 副主任代理                                     |
| 3           | 葉憲清   | 1982年3月1日  | 1984年8月31日  | 國立臺灣師範大學體育系學士                     |
| 代理        | 米允有   | 1984年9月1日  | 1986年1月17日  | 副主任代理                                     |
| 4           | 黃賢堅   | 1986年1月18日 | 1987年2月16日  | 國立臺灣師範大學體育研究所碩士                 |
| 5           | 陳遠龍   | 1987年2月16日 | 1995年1月      | 政治作戰學校體育系                             |
| 6           | 鄭英傑   | 1995年1月     | 1997年7月16日  | 政治作戰學校體育系畢業                         |
| 代理        | 周國雙   | 1997年7月16日 | 1998年5月30日  | 副主任代理                                     |
| 7           | 蕭松彩   | 1998年6月1日  | 2000年12月31日 | 改組為國家運動選手訓練中心，政治作戰學校體育系 |
| 8           | 林德嘉   | 2001年1月1日  | 2002年2月7日   | 美國伊利諾大學理論與應用力學博士               |
| 9           | 吳俊哲   | 2002年2月8日  | 2002年6月30日  | 國立臺灣體育學院體育研究所                     |
| 10          | 李仁德   | 2002年7月1日  | 2003年2月28日  | 國立體育學院體育研究所碩士                     |
| 11          | 林德嘉   | 2003年3月1日  | 2004年5月19日  | 二任                                           |
| 12          | 彭台臨   | 2004年5月20日 | 2005年2月28日  | 美國賓夕法尼亞州立大學工業職業教育哲學博士     |
| 13          | 黃啟煌   | 2005年3月1日  | 2007年1月31日  | 美國印地安那大學體育系博士                     |
| 14          | 吳俊哲   | 2007年3月8日  | 2007年11月30日 | 二任                                           |
| 15          | 洪志昌   | 2007年12月1日 | 2008年10月5日  | 臺北市立體育學院運科研究所畢業                 |
| 16          | 吳俊哲   | 2008年10月5日 | 2011年3月18日  | 三任                                           |
| 17          | 王漢忠   | 2011年3月18日 | 2014年5月25日  | 臺北市立體育學院博士                           |
| 18          | 洪志昌   | 2014年5月26日 | 2014年12月31日 | 臺北市立體育學院運科研究所畢業，二任           |
| 執行長      |          |               |                |                                                |
| 1           | 邱炳坤   | 2015年1月1日  | 2016年12月31日 | 第一任                                         |
| 2           | 林晉榮   | 2017年1月1日  | 2018年3月30日  | 第二任                                         |
| 3           | 李文彬   | 2018年4月1日  | 2024年2月      | 第三任                                         |
| 4           | 龔榮堂   | 2024年3月1日  | 現任           |                                                |

## 場地設施

### 訓練設施
- 田徑場
  - 斜坡跑道、沙灘跑道
  - 風雨跑道
- 球類館
  - 舉重場
  - 桌球場
  - 體操館
  - 籃球場
  - 排球場
  - 手球場
  - 羽球場
  - 重量訓練室
- 技擊館
  - 跆拳道場
  - 拳擊場
  - 角力場
  - 擊劍場
  - 柔道、 空手道和武術場
- 射箭場
- 棒壘球訓練場
- 組裝式游泳池
- 公西靶場

### 空間
- 行政大樓
- 教學大樓
- 選手宿舍
- 器材室
- 三溫暖室
- 運動科學中心
- 視聽室
- 防護室
- 醫務室

## 整建計畫
因為訓練中心成立已久，教育部體育署啟動了整建計畫，第一期為改建球類館和技擊館，已經在2014年3月竣工；第二期為宿舍、器材及監控中心新建工程，將拆除部分舊有營舍，興建一棟地上8層、地下2層的宿舍、器材及監控中心、一棟地上3層的餐廳，工程於2017年7月31日動工，2019年3月15日舉行上梁儀式，2020年6月完工開放入住。

## 外部連結
- . 國家運動訓練中心. 2016年  [2008-08-05]. （原始内容存档于2010-05-11） （中文（臺灣））.
- 國家運動訓練中心的Facebook專頁
- 國家運動訓練中心的Instagram帳戶
- 國家運動訓練中心的YouTube頻道 （页面存档备份，存于）